# Église Saint-Nicolas de Moscopole
L'église Saint-Nicolas de Moscopole est une église orthodoxe située dans le village de Moscopole (Voskopojë), en Albanie. Érigée en 1721, elle est classée Monument culturel d'Albanie depuis 1948.

## Historique et description

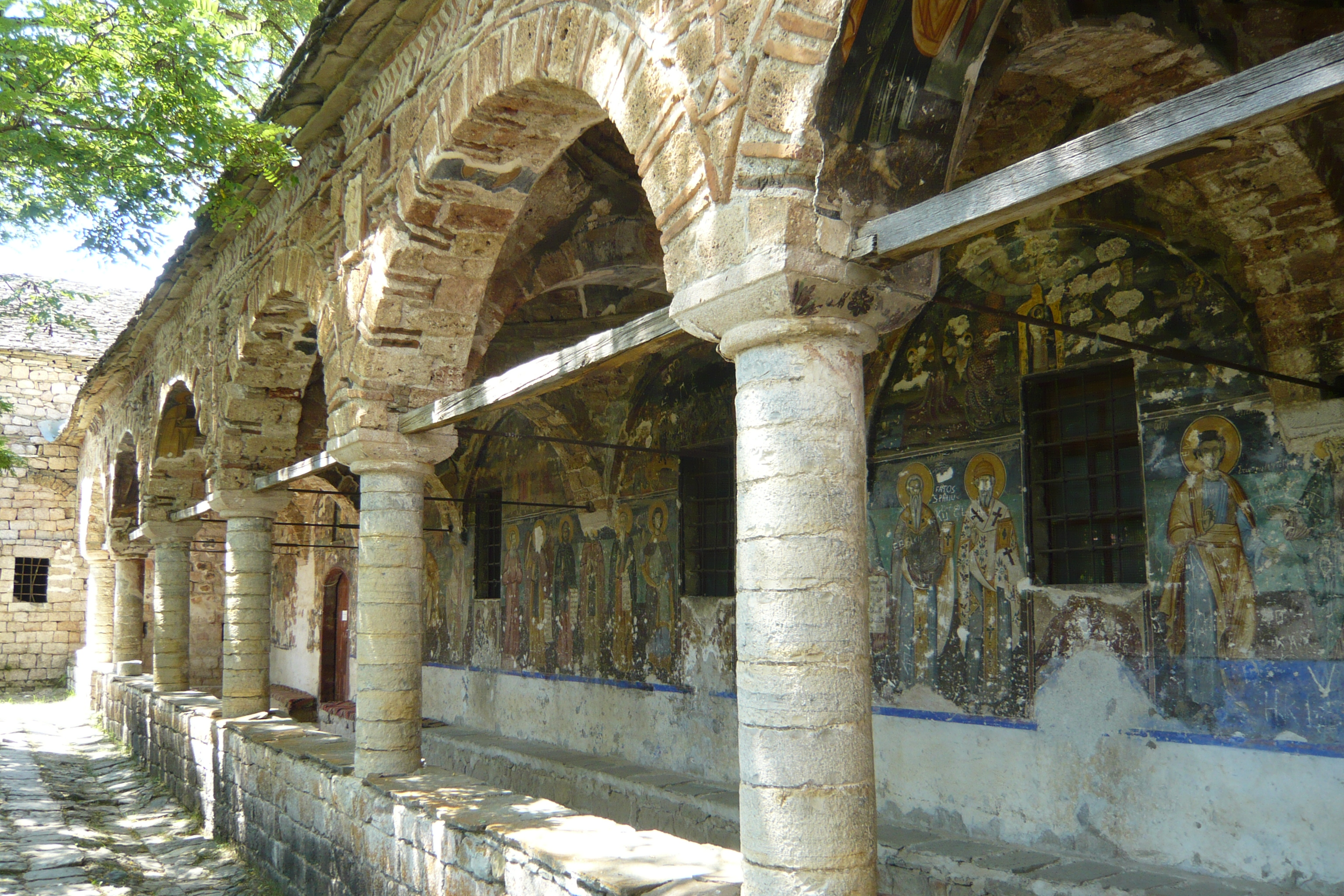
L'exonarthex décoré de l'église Saint-Nicolas

L'église Saint-Nicolas est construite en 1721. Sa structure, semblable à celle d'une basilique, comprend un naos surmonté d'une coupole, ainsi qu'un narthex et un cloître. L'intérieur de l'église est décoré de peintures murales réalisées par David Selenica et ses disciples Kostandin et Kristo. L'art de Selenica, particulièrement réaliste, exprime des concepts théologiques profonds. Le portrait du donateur est achevé en 1726, comme le révèlent une inscription et une étude archéologique menée en 1953. Vingt-quatre années plus tard, en 1750, les frères Zografi peignent le cloître de Saint-Nicolas.